# بروك ماكلر
بروك ماكلر (16 مارس 1951 – 29 أغسطس 2010) هو مبارز بالسيف من الولايات المتحدة راحل، مثّل بلاده في الألعاب الأولمبية الصيفية 1976.

## روابط خارجية
بروك ماكلر على موقع أوليمبيديا (الإنجليزية)